# Knížecí Pláně
Knížecí Pláně (deutsch Fürstenhut) ist ein Ortsteil der Gemeinde Borová Lada im Okres Prachatice, Tschechien.

## Geographie
Das verlassene Dorf liegt wenige hundert Meter von der deutsch-tschechischen Grenze entfernt im Nationalpark Šumava. Die nächstgelegene Ortschaft war das heute ebenfalls nicht mehr existierende Buchwald (Bučina). Heute sind die nächsten Dörfer auf tschechischer Seite das im Nordosten liegende Borová Lada (dt. Ferchenhaid, ca. 6 km) und Kvilda (dt. Außergefild, 7 km). Etwa vier Kilometer Luftlinie entfernt im Südwesten auf deutscher Seite liegt Finsterau. Von dort ist es über den für Kraftfahrzeuge gesperrten Grenzübergang Finsterau/Buchwald möglich, Knížecí Pláně zu erreichen. Von tschechischer Seite ist Knížecí Pláně über mehrere Wander- und Radwege erreichbar.

## Geschichte

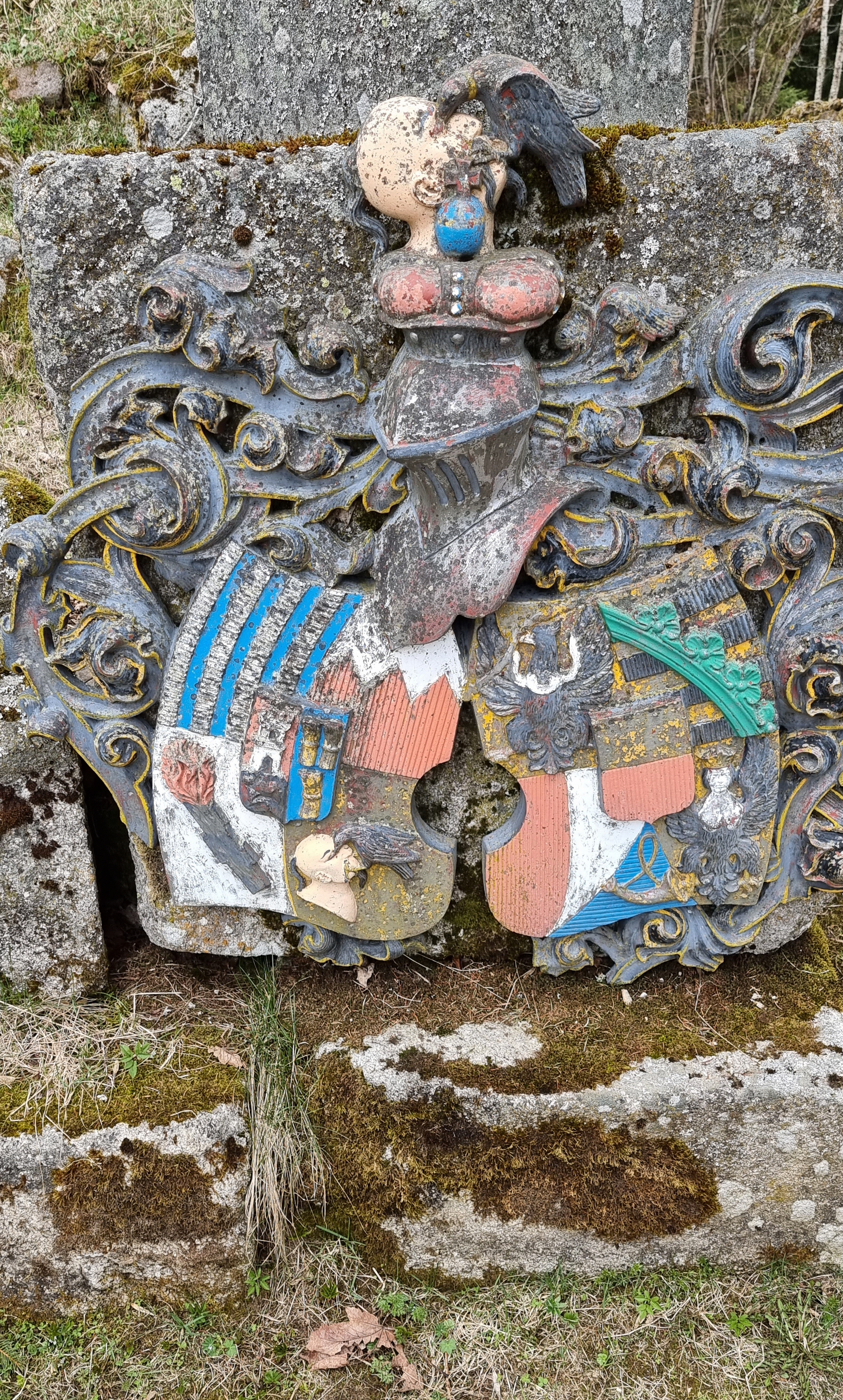
Erhalten gebliebener Wappenstein an der zerstörten Kirche, Links das Wappen des Hauses Schwarzenberg

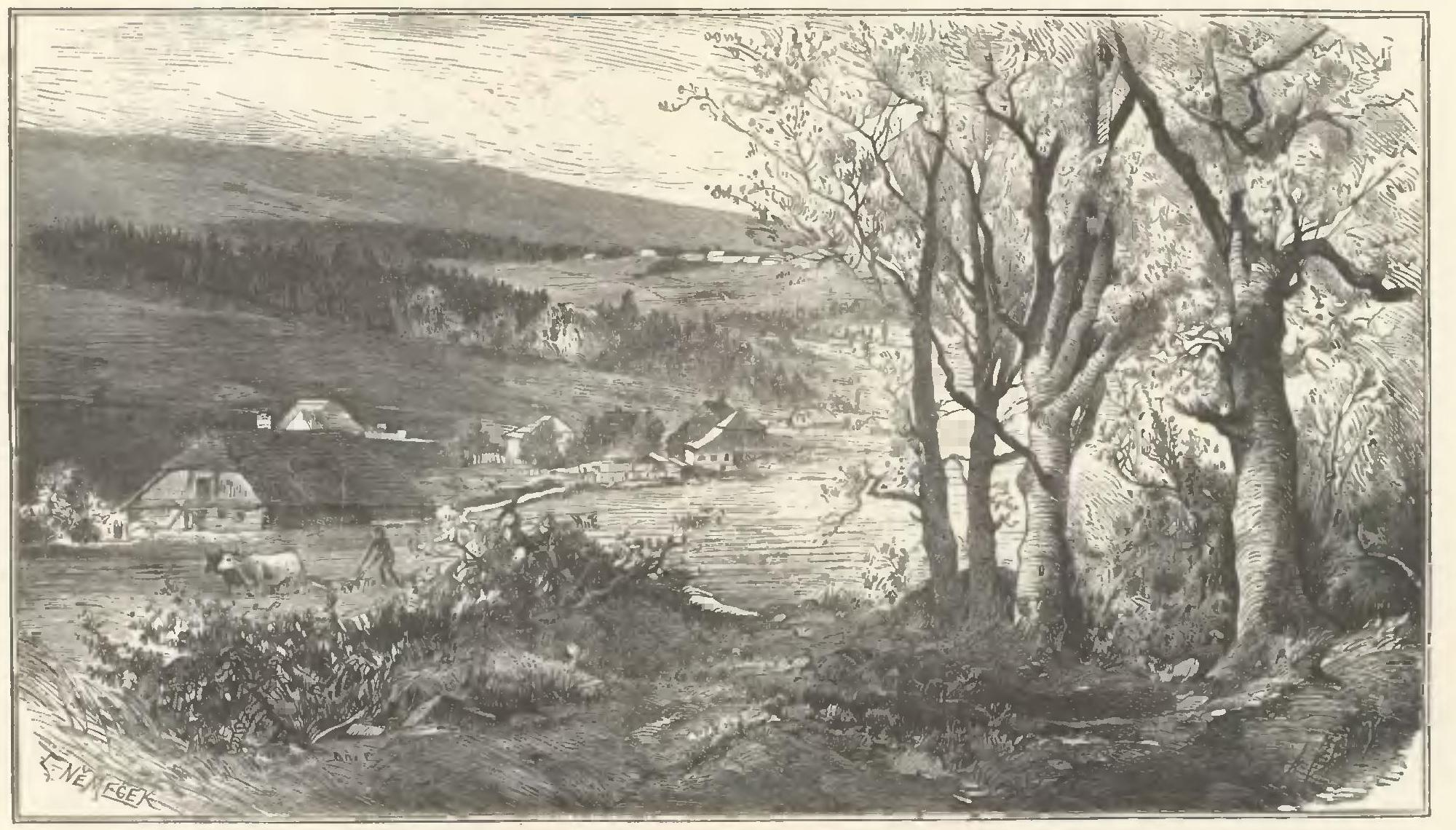
Fürstenhut um 1880

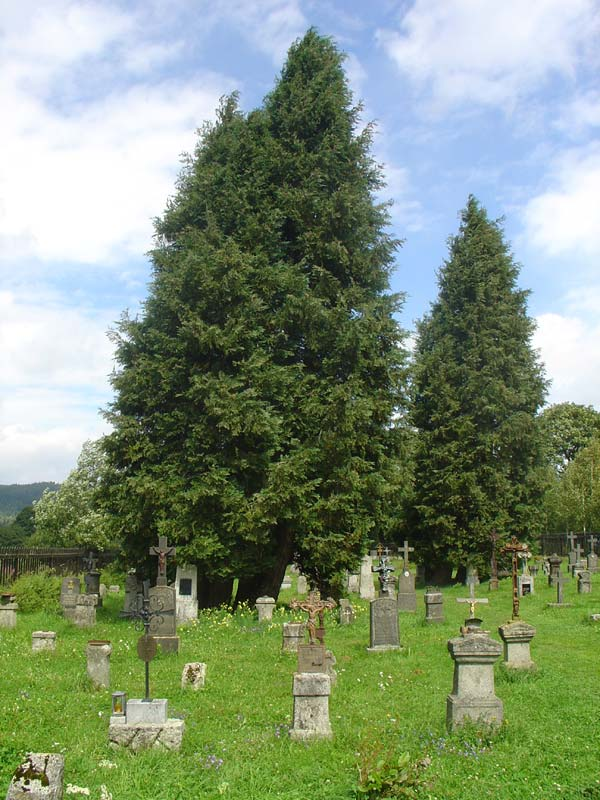
Friedhof von Fürstenhut

Das Dorf ist im Jahr 1792 im Zuge mehrerer Ortsgründungen durch die Fürsten von Schwarzenberg entstanden. Diese hatten zu dieser Zeit ihren Sitz im etwa 50 Kilometer entfernten Krummau. Das Dorf hatte zu dieser Zeit fast 70 Gebäude und beherbergte mehr als 500 Bewohner. 1864 wurde die nach Johannes dem Täufer (tschechisch Jan Křtitel) benannte Kirche eröffnet. Nach dem Zweiten Weltkrieg wurde die überwiegend deutschstämmige Bevölkerung 1946 vertrieben und die Gebäude bis 1956 abgerissen. Auch die Kirche und der Friedhof wurden zerstört. Die nächsten Jahrzehnte lag der Ort in der Sperrzone an der Grenze zu Deutschland und war der Öffentlichkeit nicht zugänglich. Erst nach der politischen Wende war die Stelle wieder zugänglich. 1992 bekamen die ehemaligen Bewohner die Erlaubnis die Grabsteine auf dem Friedhof wieder aufzurichten und die Anlage zu sanieren. Der Schutthaufen der Kirche ist von Bäumen bewachsen. Das anstelle der Kirche errichtete Holzkreuz wurde 2007 bei einem Sturm zerstört und durch ein kleineres ersetzt. In Knížecí Pláně steht lediglich ein Haus.